# Homotomidae
Famille
Les Homotomidae sont une famille d'insectes de l'ordre des hémiptères et de la super-famille des Psylloidea.

## Liste des genres
Selon BioLib (24 septembre 2021) :
- Afrodynopsylla Hollis & Broomfield, 1989
- Austrodynopsylla Hollis & Broomfield, 1989
- Diceraopsylla Crawford, 1912
- Dynopsylla Crawford, 1913
- Homotoma Guérin-Ménéville, 1844 - seul genre européen
- Macrohomotoma Kuwayama, 1908
- Mycopsylla Froggatt, 1901
- Phytolyma Scott, 1882
- Pseudoeriopsylla Newstead, 1911
- Synoza Enderlein, 1918
- Triozamia Vondráček, 1963